# Hannes Seidl

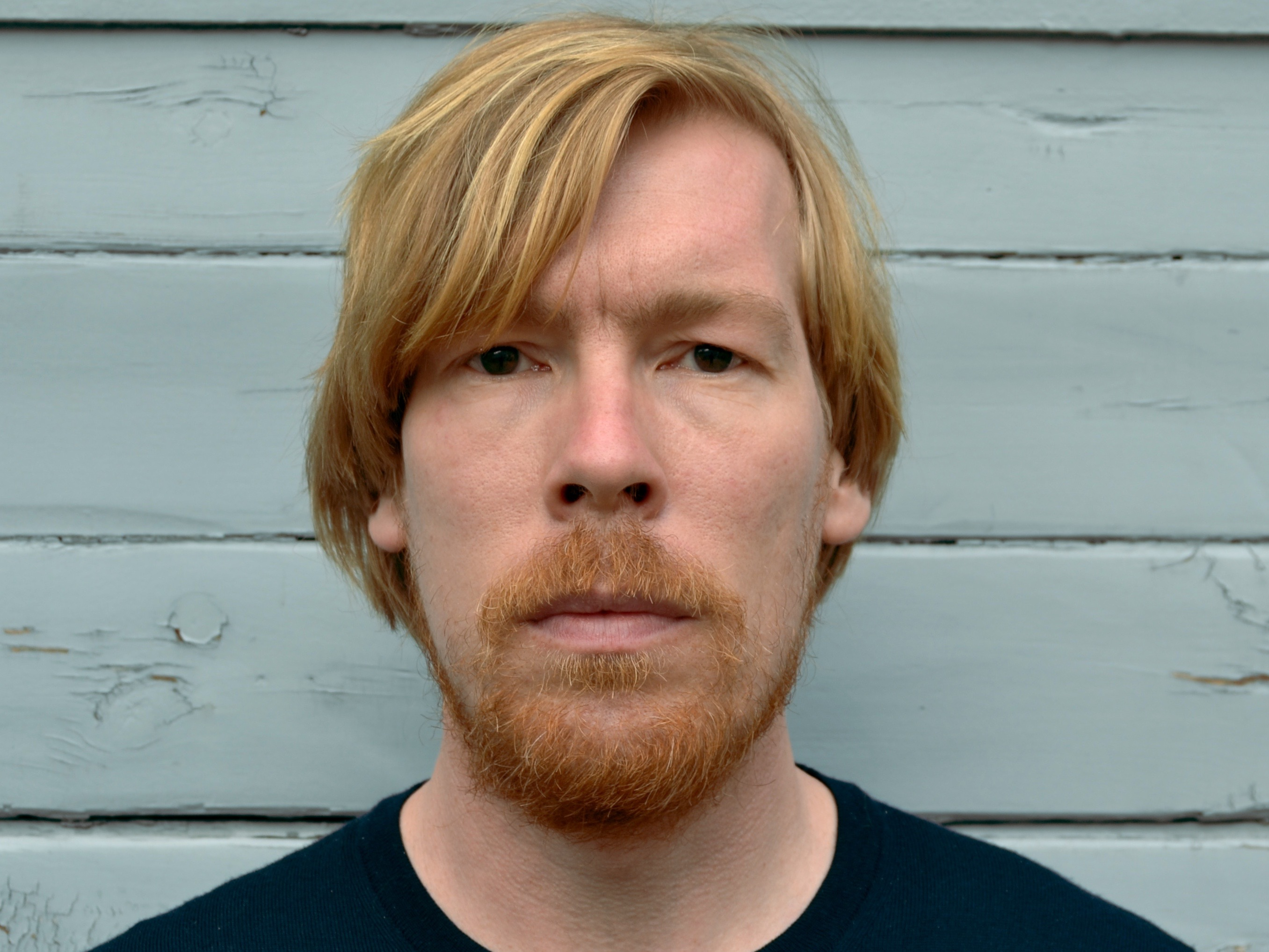
Hannes Seidl (2015)

Hannes Galette Seidl (* 1977 in Bremen) ist ein deutscher Komponist für Neue Musik.

## Biografie
Seidl studierte Komposition an der Folkwang-Hochschule Essen sowie in Graz. Er schreibt Kompositionen für Soloinstrumente, Ensembles, Orchester, Liveelektronik und Tapemusic, die er bereits mit zahlreichen Ensembles erarbeitete (so z. B. das Klangforum Wien, das Ensemble Modern).
Seit 2003 hat er regelmäßige Auftritte mit Maximilian Marcoll als Elektronikduo dis.playce. Er ist Preisträger zahlreicher Stipendien, z. B. der Darmstädter Ferienkurse für Neue Musik, der Akademie der freien Künste in Berlin sowie des Wettbewerbs Impulse. Weiterhin ist er Mitgründer der Gruppe stock11.de.
2010 wurde seine zusammen mit Daniel Kötter gestaltete Musik- und Videoperformance zum Thema Kunstarbeit und Freizeitgestaltung bei dem Festival Zukunftsmusik in Stuttgart gezeigt. Seit 2012 arbeiten Seidl und Kötter an einer Trilogie Ökonomien des Handelns. Der erste Teil Kredit, der sich mit dem Finanzmarkt auseinandersetzt, wurde 2013 beim Steirischen Herbst uraufgeführt, der zweite Teil, der sich mit den Mechanismen des Rechts beschäftigt, 2015 am Mousonturm in Frankfurt a. M.
Hannes Seidl lebt als freier Komponist in Frankfurt am Main.

## Auszeichnungen (Auswahl)
- 2001: Stipendium der Associazione R. Wagner di Venezia[4]
- 2003: Stipendienpreis der Darmstädter Ferienkurse, Stipendiat der Akademie der Künste Berlin[5]
- 2003-04: Auslandsstipendium des DAAD
- 2005: Mitglied der Internationalen Ensemble Modern Akademie[6], Arbeit am IRCAM Paris[7], Gastkünstler am ZKM[8]
- 2006: Bremer Komponistenpreis[9]
- 2007: Stipendiat der Frankfurter Künstlerhilfe[10]
- 2020/21: GEMA Musikautor:innenpreis[11]
- 2021: Karl-Sczuka-Recherchestipendium[12]

## Werke
Solo
- Die Flexibilität der Fische - Teil 2a – Texte von Anselm Neft, für virtuelle Klaviere, Stimme und Playback (2021/22)
- Die Flexibilität der Fische - Teil 1 – Texte von Anselm Neft, für verstärkte Violine, Stimme, Kick Drum, Playback (2021)
- H (2013), für Doppeltrichter-Euphonium
- Vergiftet (2012), für Akkordeon und Mono-Zuspielung
- Zimmerrauschen – Public (2011), für Bassklarinette, Zuspielungen
- Arrête (2011), für Synthesizer, Zuspielungen oder Computer, Mehrkanal Zuspielungen
- Aus Anlass – Gemeinschaftskomposition mit Martin Schüttler (2009), für Klavier
- Leihgabe (2007), für Violoncello, Mischpult
- Die Illusion zu erzeugen, dass die Zeit dynamisch und bedeutsam vergeht (2006), für Schlagzeug in 4-Kanal-Elektronik
- Allmählich aber die Gedanken einschläfernd (2006), für Kontrabassklarinette, Elektronik
- Die Anderen – Jetzt Neu! (2003), für Klavier, Zuspielungen
- Gegenkontrolle (2003), für 4-Kanal-Elektronik, Schlagzeug
- Twisted Strip (2002), für Zither

Kammermusik
- unfinished circles, für Streichquartett, Live-Elektronik (2024)
- Ballade N.N., für E-Gitarre, Synthesizer, Video, Text (2023)
- 21 Songs in a Public Surrounding, für Ensemble, Performer, Playback (2023)
- Early Reflections – Hörtheater aus dem Untergrund, für vier Schlagzeuger:innen, Zuspielungen, Licht (2023)
- Brave Chords, für E-Harfe, Oboe, Fagott (2022)
- Six Pieces to guide you through the Night, für Flöte, Oboe, Klarinette, Klavier, Schlagzeug, Violine, Violoncello (2021/22)
- The audience - 鸡鸣驿 (Jī míng yì) - Version 3, Gemeinschaftskomposition mit Daniel Kötter, für E-Zither, Klarinette, Schlagzeug, Video (2019)
- The Only Way Is Up, Baby, für Klarinette, Violine, Violoncello, Tabla, Frauenstimme und Zuspiel (2018)
- The audience - 鸡鸣驿 (Jī míng yì), Gemeinschaftskomposition mit Daniel Kötter, für Flöte, Klarinette, Percussion, Viola und Film von Daniel Kötter (2018)
- protest, für Ensemble (Flöte, 2 Klarinetten, Fagott, Horn, Violine, Viola, Violoncello, Kontrabass) (2016)
- Dies ist die Geschichte von einem Mann … (2013), für Flöte, Klarinette, Schlagzeug, Violine, Violoncello und Zuspielung
- Mixtape (2013), für vier No-Input-Mixer und mixtape
- Petit Morts – 40 Trios für Trompete und Tuba (2012)
- Es geht besser besser – Grazer Version (2011), für Klarinette in Es, Violoncello, Schlagzeug, Elektronik
- Es geht besser besser – 2. Version (2011) für Flöte, Oboe, E-Gitarre, Percussion, Elektronik
- Es geht besser besser (2011), für Flöte, Oboe, Trompete, Schlagzeug, Elektronik
- The Art of Entertainment – Aventure (2010), für Flöte, Klarinette, Fagott, Kontrabass
- Was mich angeht (2008), für Posaunenquartett
- Box (2008), für Countertenor, Viola, Geräuschemacher, Zuspielungen
- The Art of Entertaining Potsdam (2006/2014) für Violine, Klarinette, Klavier, Schlagzeug, Kontrabass, Elektronik
- The Art of Entertainment (2006), für Violine, Tenorsaxophon, Piano, Schlagzeug, Zuspielung
- Ich ich, du ich, du und du (2005/6), für Oboe, Klarinette, Fagott, Trompete, Schlagzeug, Viola, Violoncello, Kontrabass, Zuspielungen
- Sweet © (Musik zum Original Motion Picture Soundtrack) (2004), für Oboe, Klarinette, Violine, Kontrabass, Zuspielungen
- Angst, und den Versuch sie zu verdrängen (großes Solo)  (2004), für Streichquartett
- Wärmetod (2002), für Flöte, Klarinette, Schlagzeug, Viola, Kontrabass
- 13 one pager (2000), für Saxophonquartett

Ensemble
- Freie Wahl (2010), für neun Bläser, zwei Schlagzeuger, Zuspielungen
- Schönes Lied, leider kein Refrain (2005), für großes Ensemble
- Beatings. Museum des überholten Wissens (2004), für Ensemble

Orchester
- Mehr als die Hälfte (2014), für großes Orchester und live-elektronische Reduktion
- Fest (2008), für großes Orchester
- Neue Musik für Bob in fünf Runden (2007/8), für Jugendblasorchester

Musiktheater/Chor/Gesang
- Die Flexibilität der Fische - Teil 2b – Texte von Anselm Neft, für Chor (2022)
- Für uns. Für uns. – Lieder am Klavier für ein bis vier Stimmen, für zwei bis vier Stimmen (2019)
- Fluss (Stadt Land), Musiktheater mit Daniel Kötter, für Video (VR-Brillen) und Elektronik (2019)
- Land (Stadt Fluss), Musiktheater mit Daniel Kötter, für Film, Blechbläser und Darsteller (2018)
- Stadt (Land Fluss), musiktheatraler Bühnen-Stadtraum von Seidl/Kötter mit elektromagnetischen Klängen von Christina Kubisch (2017)
- ingolf – sechsteilige Musiktheater-Reihe, von Daniel Kötter / Hannes Seidl / Rahel Kesselring, für Video, Elektronik, Sänger, Darsteller, Orchester, Marschkapellen u. a. (2016/17)
- There Is No Place Like Home, für 3 Soprane, Tenor, 2 Klarinetten, Viola, Violoncello, Zuspiel (2016)
- Liebe (Ökonomien des Handelns 3), mit Daniel Kötter, für Video, Schauspieler, Live-Elektronik (2015/16)
- Recht (Ökonomien des Handelns 2) mit Daniel Kötter (2014/15), für Video, Ensemble und Live-Elektronik
- Kredit. Von der Erwartbarkeit zukünftiger Gegenwarten (Ökonomien des Handelns 1) mit Daniel Kötter (2013), für Video, Chor, Sprecher, Elektronik, Inside-Piano und Geräuschemacher
- Fernorchester. Konzertperformance mit Daniel Kötter (2012), für das Ensemble Mosaik, Video, Liveelektronik
- Freizeitspektakel. Musiktheater für die Neuen Vocalsolisten Stuttgart mit Daniel Kötter (2010), für 5 Gesangssolisten, Video, Elektronik
- Falsche Freizeit. Musiktheater mit Daniel Kötter (2010), für vier Darsteller, Elektronik, Video
- Von Mücken, Elefanten und der Macht in den Händen. Musiktheater mit Herbordt/Mohren (2008), für drei Solisten (Kbklar, Pos, Perc), zwei Schauspieler, ein Performer, eine Sopranistin, kleines Orchester, Live-Elektronik
- Falsche Arbeit. Musiktheater mit Daniel Kötter (2008), für vier Geräuschemacher, 4-Kanal-Video, Live-Elektronik
- Spurrillen (2004), für gemischten Chor

CDs
- 2020: Hannes Seidl / Daniel Kötter: Stadt [Land, Fluss] - A Radio Play, Grünrekorder (Gruen 199)
- 2014: Das Wetter in Offenbach zusammen mit Thomas Stiegler, Edition Wandelweiser.
- 2013: stock11-3 (Vergiftet), aufabwegen
- 2009: stock11 (box), naivsuper
- 2009: Musik für über's Sofa, Deutscher Musikrat, Edition Zeitgenössische Musik.